# Бруно I
Бруно I (нім. Brun I. von Braunschweig; бл. 975/985 — бл. 1010/1011) — граф в Дерлінгау і Нордтюрінггау, граф Брауншвейга.

## Біографія
Бруно I історично вважається родоначальником роду Брунонів. Традиційно Бруно вважається сином Бруно, графа в Дерлінгау, і Гільдесвінди, дочки графа Вічмана II. Однак Андрас Тіле (відомий історик) висунув іншу версію, яку висвітлив у «Europäische Stammtafeln».
Також Бруно згадується як граф Брауншвейга (лат. comes de Bruneswic) і як перший чоловік імператриці Гізели Швабської. Ймовірно його можна ідентифікувати з графом Бруно, якого згадує Тітмар Мерзебурзький у 990 році в числі саксонських графів, які брали участь у поході проти польського князя Мешко I та проти чеського князя Болеслава II. Згідно з «Vita Bernwardi» та «Vita Meinwerci» в 1002 році після смерті імператора Оттона III Бруно був одним з претендентів на імператорський трон. Проти нього виступив єпископ Гільдесгайма Бернварда, що відстоював кандидатуру баварського герцога Генріха, який у результаті й був обраний імператором.
Бруно був убитий своїм ворогом Міло, графом Амменслебена.